# Burg Hof am Regen
Die Ruine der Burg Hof am Regen ist eine Sehenswürdigkeit in der Ortschaft Hof am Regen, einem Ortsteil der Stadt Nittenau im Oberpfälzer Landkreis Schwandorf. Dort und in den beiden Nachbarburgen Burg Stefling und Burgruine Stockenfels wird alljährlich die sogenannte Geisterwanderung abgehalten. Die Anlage wird als Bodendenkmal unter der Aktennummer D-3-6739-0020 im Bayernatlas als „archäologische Befunde und Funde im Bereich der Burg Hof a. Regen, darunter die untertägigen Bestandteile bzw. Vorgängerbauten der bestehenden Burggebäude und der Burgbefestigung sowie der z. T. als Geländedenkmal erhaltene Burggraben“ geführt. Ebenso ist sie unter der Aktennummer D-3-76-149-67 als denkmalgeschütztes Baudenkmal von Hof am Regen verzeichnet.

## Geschichte
Burg Hof am Regen besaß den Status einer geschlossenen Hofmark, deren Besitzer die niedere Gerichtsbarkeit besaßen. Dennoch spielte der Edelsitz eine wichtige Rolle, da hier ein angesehenes Adelsgeschlecht saß, die Hofer, die sich nach und nach auch auf andere Burgen der Umgebung verbreiteten. Das Geschlecht derer von Hof wird erstmals um 1150 als Ministerialengeschlecht der Wittelsbacher urkundlich erwähnt.
Die Hofer hatten bis zur Mitte des 13. Jahrhunderts wichtige Positionen im politischen Leben erreicht. Im Jahr 1340 war ein entscheidendes Jahr für die Hofer. Es gab damals eine Familienauseinandersetzung, die zur Spaltung der „Hofer auf Hof“ und der „Hofer auf Lobenstein“ führte. Im 15. Jahrhundert nennt sich ein Zweig „Hofer zu Sünching“. Andere Mitglieder des Adelsgeschlechts saßen auf den Burgen Sengersberg, Drachenstein, Hirschling und Triftlfing.
Im Jahr 1340 zogen sich Otto und Dietrich der Hofer auf die Burg Lobenstein zurück. Beide waren Vasallen der pfälzischen Fürsten. Nach Wigeleus folgt noch Hiltprand von Hof, der 1481 urkundlich genannt wird und 1488 in der ältesten Landsassenmatrikel auftaucht. Damit endet dieses Geschlecht.
Neue Besitzer der Burg und der Hofmark waren ab 1735 die Grafen von Thürheim. Im Jahr 1735 kamen Burg und Hofmark an die Herren von Fischbach. Beide Besitztümer gingen im Jahr 1801 an Generalleutnant Wilhelm Karl Graf von Eckart über, danach an seinen Enkel Graf Du Moulin-Eckart.

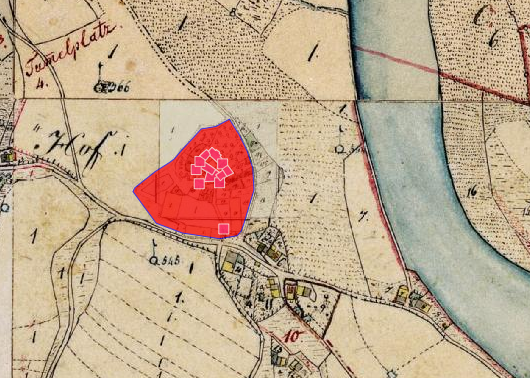
Lageplan von Burg Hof am Regen auf dem Urkataster von Bayern

## Baubeschreibung

Exemplarische Aufrisse der Burgkapelle. Gut erkennbar die beiden profanen Obergeschosse, die Westempore mit erhöhtem Außeneingang und Zugang über Holzbrücke sowie der schmale Aufgang in die Obergeschosse innerhalb der Mauerstärke

Die Burganlage besteht aus einer südlich gelegenen Vorburg und der Hauptburg im Norden, die im Wesentlichen aus einer romanischen Landkirche des 12. Jahrhunderts besteht, die später mit zwei profanen Obergeschossen für Wohn- und Nutzzwecke aufgestockt und damit zur Turmburg erweitert wurde. In der Apsis der inzwischen restaurierten Kapelle finden sich Fresken aus der zweiten Hälfte des 15. Jahrhunderts. Die Mauerstärke von bis zu 2,50 Meter und mehrere Schießscharten zeugen von der Wehrhaftigkeit der Gesamtanlage.